# Jonathan Barrios
Jonathan Barrios (sinh ngày 23 tháng 10 năm 1985) là một cầu thủ bóng đá người El Salvador, thi đấu cho Isidro Metapán ở Salvadoran Primera División.

## Bàn thắng quốc tế

### Bàn thắng quốc tế
Tỉ số và kết quả liệt kê bàn thắng của El Salvador trước.
| #  | Ngày               | Địa điểm                                          | Đối thủ | Tỉ số | Kết quả | Giải đấu                                     |
| -- | ------------------ | ------------------------------------------------- | ------- | ----- | ------- | -------------------------------------------- |
| 1. | 8 tháng 9 năm 2015 | Sân vận động Cuscatlán, San Salvador, El Salvador | Curaçao | 1–0   | 1–0     | Vòng loại giải vô địch bóng đá thế giới 2018 |

## Danh hiệu
Alianza
Á quân
- Primera División de Fútbol Profesional: 2012 Apertura

Isidro Metapán
Vô địch
- Primera División de Fútbol Profesional (3): 2013 Apertura, 2014 Clausura, 2014 Apertura

Á quân
- Primera División de Fútbol Profesional: 2015 Clausura